# RE-ILLUSION
『RE-ILLUSION』（リ・イリュージョン）は、井口裕香の8作目のシングル。2017年5月24日発売。発売元はワーナー・ブラザース ホームエンターテイメント。

## 概要
井口のシングルとしては、前作『Lostorage』以来約7か月でのリリースとなる。本作の表題曲は、テレビアニメ『ソード・オラトリア ダンジョンに出会いを求めるのは間違っているだろうか外伝』のオープニングテーマに使用された。また、アニメ盤のカップリング曲「JOURNEY」は、スマートフォン向けゲーム『ダンジョンに出会いを求めるのは間違っているだろうか〜メモリア・フレーゼ〜』のテーマソングに使用された。
本作はアーティスト盤（CD＋DVD）、アニメ盤（CD＋DVD）、通常盤（CD）の3形態で発売された。アーティスト盤には「RE-ILLUSION」のMVおよびメイキング映像と、TVCFを収録したDVDが付属している。アニメ盤には『ソード・オラトリア ダンジョンに出会いを求めるのは間違っているだろうか外伝』のアニメ映像を使用したMVと、井口裕香インタビュー映像を収録したDVDが付属している。
本作リリースにあたって、「ツイート DE ILLUSION」という企画がTwitter連動で行われた。専用のサイトからTwitterにログインした状態で投稿することで、1回につき1ILLUSIONパワーが溜まり、一定回数以上のILLUSIONパワーに達すると、井口直筆のイラスト壁紙がダウンロードできるようになった。

## 収録曲

### アーティスト盤・通常盤
| #         | タイトル                                     | 作詞      | 作曲      | 編曲      | 時間  |
| --------- | -------------------------------------------- | --------- | --------- | --------- | ----- |
| 1.        | 「RE-ILLUSION」                              | 渡辺翔    | 渡辺翔    | 佐々木裕  | 3:50  |
| 2.        | 「ワン・オブ・ワンダーランド」               | 只野菜摘  | 山田智和  | 河田貴央  | 4:33  |
| 3.        | 「RE-ILLUSION」(Instrumental)                |           |           |           | 3:50  |
| 4.        | 「ワン・オブ・ワンダーランド」(Instrumental) |           |           |           | 4:31  |
| 合計時間: | 合計時間:                                    | 合計時間: | 合計時間: | 合計時間: | 16:44 |

| #         | タイトル                               | 作詞 | 作曲・編曲 |
| --------- | -------------------------------------- | ---- | ---------- |
| 1.        | 「RE-ILLUSION」(Music Video)           |      |            |
| 2.        | 「Behind the Scenes of "RE-ILLUSION"」 |      |            |
| 3.        | 「TV-SPOT」                            |      |            |
| 合計時間: | 合計時間:                              | 9:38 |            |

### アニメ盤
| #         | タイトル                      | 作詞      | 作曲      | 編曲      | 時間  |
| --------- | ----------------------------- | --------- | --------- | --------- | ----- |
| 1.        | 「RE-ILLUSION」               | 渡辺翔    | 渡辺翔    | 佐々木裕  | 3:49  |
| 2.        | 「JOURNEY」                   | Satomi    | 重永亮介  | 重永亮介  | 4:10  |
| 3.        | 「RE-ILLUSION」(TV size)      |           |           |           | 1:35  |
| 4.        | 「RE-ILLUSION」(Instrumental) |           |           |           | 3:49  |
| 5.        | 「JOURNEY」(Instrumental)     |           |           |           | 4:10  |
| 合計時間: | 合計時間:                     | 合計時間: | 合計時間: | 合計時間: | 17:33 |

| #         | タイトル                                      | 作詞  | 作曲・編曲 |
| --------- | --------------------------------------------- | ----- | ---------- |
| 1.        | 「RE-ILLUSION」(Music Video (Animation ver.)) |       |            |
| 2.        | 「SPECIAL INTERVIEW」                         |       |            |
| 合計時間: | 合計時間:                                     | 12:36 |            |